# 羽田空港第3ターミナル駅
羽田空港第3ターミナル駅（はねだくうこうだいさんターミナルえき）は、東京都大田区羽田空港二丁目にある、京浜急行電鉄（京急）・東京モノレールの駅である。

## 概要
東京国際空港（羽田空港）の西側に位置し、国際線の発着する第3旅客ターミナル（第3ターミナル）への最寄り駅である。
京急の空港線と、東京モノレールの東京モノレール羽田空港線が乗り入れる。駅番号は京急空港線がKK16、東京モノレール羽田空港線がMO 08である。なお、当駅における両線間での連絡運輸の取り扱いはない。

## 歴史

### 駅開設までの経緯
東京国際空港は2010年（平成22年）10月21日にD滑走路を供用開始した。これによって発着枠が増加し、国際線定期便の就航が可能になった。
これにより、国際線のキャパシティが現行の第2旅客ターミナルビル南側に設置されていた旧国際線ターミナルビルよりも増大するため、多摩川と東京都道311号環状八号線に沿った区域に国際線旅客ターミナル・貨物ターミナル・駐車場などの新国際線区画が東京国際空港ターミナル等によって建設され、その旅客ターミナルの開業に合わせて両路線の駅の開設がなされた。
なお、2002年（平成14年）に羽田再拡張が国土交通省によって策定された当初は、2003年（平成15年）度までに滑走路を着工の上、2009年（平成21年）12月に国際線ターミナルの開業が見込まれていた。しかし、港湾上の構造問題から滑走路の設計変更などが生じて2007年（平成19年）5月に着工したため、国際線新ターミナルの着工も順延し、2010年10月21日の開業とされた。
京急の駅は仮称を「国際ターミナル駅」としていたが、同年5月14日に「羽田空港国際線ターミナル駅」（はねだくうこうこくさいせんターミナルえき）と発表された。一方、東京モノレールの駅の仮称は「国際線ターミナルビル駅」としていたが、同年2月10日に正式な駅名は「羽田空港国際線ビル駅」（はねだくうこうこくさいせんビルえき）と発表された。なお、両駅とも英文名称は Haneda Airport International Terminal Station とされた。
京急では、羽田空港駅（現：羽田空港第1・第2ターミナル駅）駅開業10周年を迎えた2008年（平成20年）11月18日に、初めて報道陣に工事の様子を公開した。
建設中の2010年3月27日に、電気工事をしていたターミナルビル1階部分から出火。作業員1人が負傷、駅舎など約500平方メートルが延焼する事故が発生した。

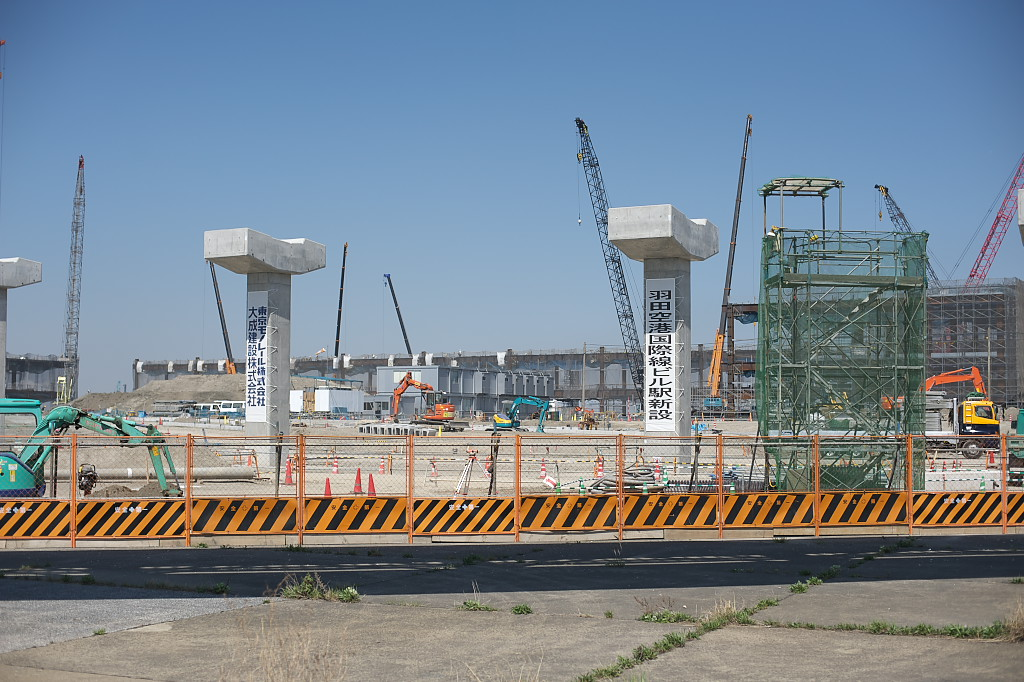
東京モノレールの駅の建設現場 （2009年4月）
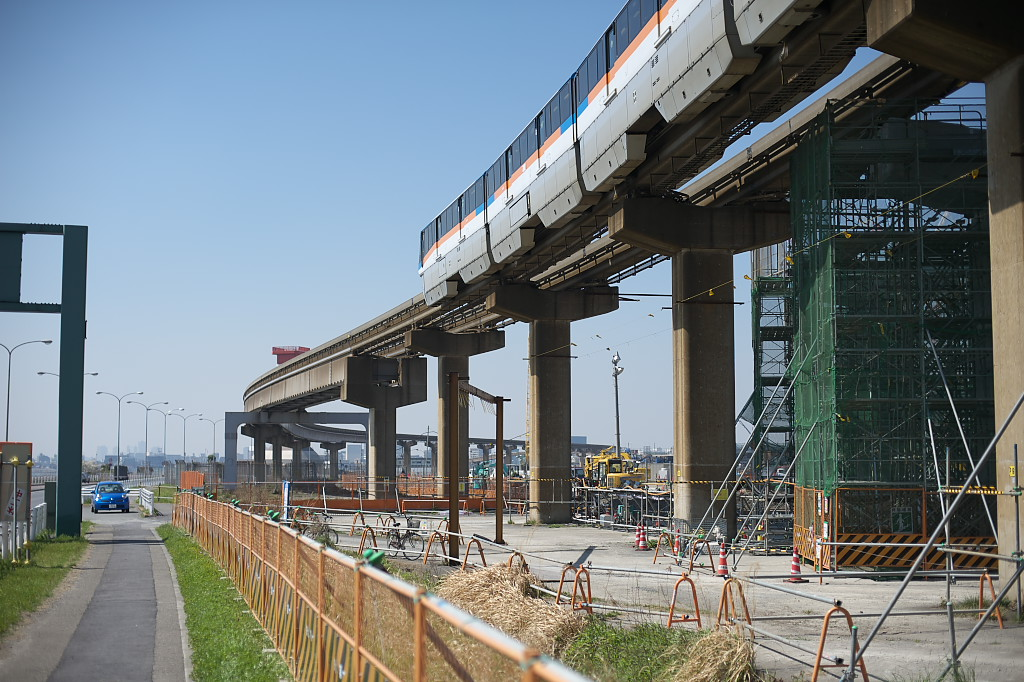
建設現場周辺（2009年4月）

### 開業
当初は2009年12月に開業する予定であったが、ターミナルの開業が延期されたことから、両駅とも2010年10月21日に開業した。
京急では2010年5月16日、京急蒲田駅付近連続立体交差事業の進捗に伴って実施されたダイヤ改正において、品川・都営浅草線方面 - 羽田空港（当駅開業と同時に羽田空港国内線ターミナルへ改称）間に設定された「エアポート快特」、品川・都営浅草線方面 - 羽田空港間もしくは横浜方面 - 羽田空港間に設定された「エアポート急行」、および快特・特急・普通が当駅の開業以降に停車することを前提としたダイヤとなり、当駅の開業後は空港線全列車の停車駅となった。
東京モノレールでは同年7月29日に、当駅に全列車を停車させるとしたダイヤ改正を発表した。
開業前、一日の乗降人員は京急では約10,000人、東京モノレールでは約8,500人と予測していた。

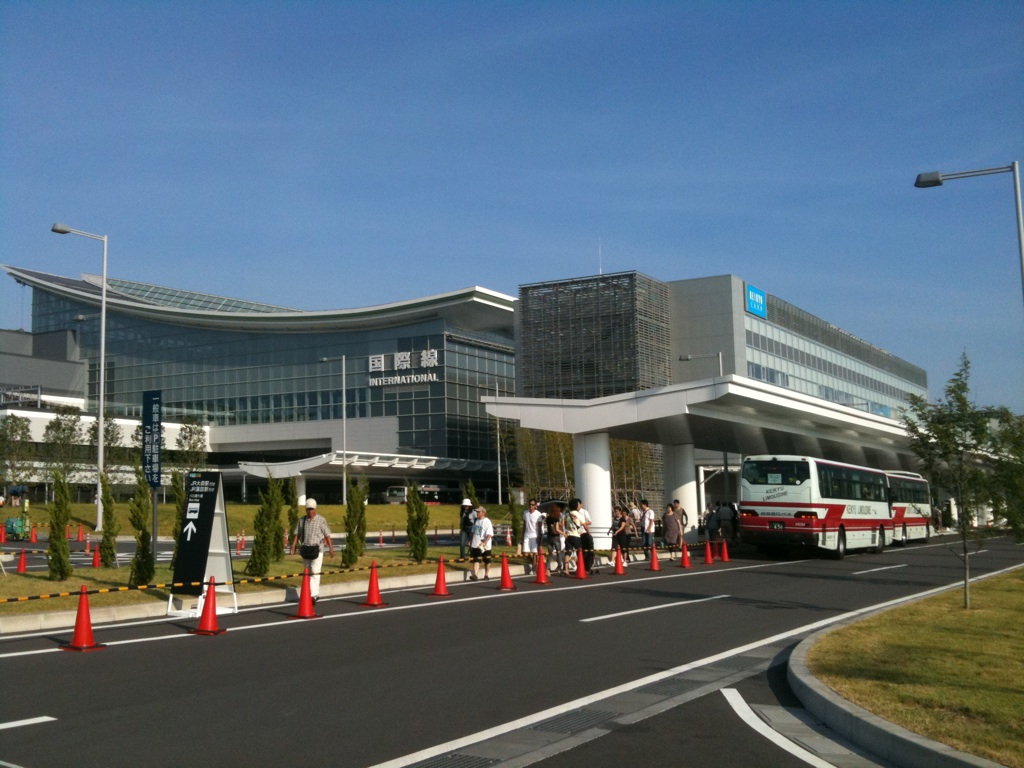
東京国際空港国際線ターミナル時代のアクセスホール （2010年9月）

### 年表
- 2010年（平成22年）
  - 2月10日：東京モノレールの駅名が「羽田空港国際線ビル駅」に決定[4]。
  - 5月14日：京急の駅名が「羽田空港国際線ターミナル駅」に決定[2]。
  - 10月21日：羽田空港の国際線旅客ターミナルビル開業に合わせ、京急空港線および東京モノレール羽田空港線の駅が開業[2][6]。同時に京急の接近メロディ「世界に一つだけの花」の使用を開始[9]。
- 2015年（平成27年）10月21日：京急の接近メロディを「Dragon Night」に変更[10]。
- 2020年（令和2年）
  - 3月14日：羽田空港旅客ターミナルビルの名称変更に伴い[11]、両路線の駅名を「羽田空港第3ターミナル駅」に改称[12][13]。
  - 10月21日：京急の接近メロディを「ハッピーバースデートゥーユー」に変更[14]。
  - 11月21日：京急の接近メロディを「パプリカ」に変更[15][14]。
- 2021年（令和3年）11月8日 - 12月26日：三代目 J SOUL BROTHERS from EXILE TRIBEのデビュー10周年を記念した企画「BEST BROTHERS CAMPAIGN」を開催。京急の駅名標の表記を「羽田空港第三代目JSBターミナル駅」に変更したほか、接近メロディの変更、メンバーの肉声による駅構内放送の使用、エレベーターの装飾などが行われた[16]。

## 駅構造

### 京浜急行電鉄
相対式ホーム2面2線を有する地下駅である。地下2階にホームおよび下り線用改札口が設置され、上り線用改札口は第3ターミナル到着ロビーと同じ地上2階に設置されている。近年に設置された駅としては珍しく、改札内での1番線と2番線の往来ができない構造になっている。自動改札機はすべて幅広型のものが設置されている。当駅の総工費は約150億円とされている。
1番線改札出場後に第3ターミナル出発ロビー（3階）および到着ロビー（2階）に直通するエスカレーターとエレベーターが設置されている。
当駅ではターミナルから荷物用カートをホームまで持ち込めるように、ホームの幅員が14メートルと広くなっている。また、カートの線路への転落を防ぐため、京急の駅で初めてホームにホームドアが設置された。このため当駅開業以降、4扉でありホームドアに対応できない800形は、空港線に営業運転で入線しなくなった。
外国人利用客への対応として、改札口付近に4か国語対応の「ご案内カウンター」を設置するなど、日本の玄関に相応しい設備とサービスを提供している。案内サインも4か国語表記で、視認性の高い位置や素材を検討の上設置されている。
2019年1月28日、当駅上りコンコースにて、目の錯覚を利用した「錯視サイン」が全国の駅で初めて導入された。床に貼り付けた案内サイン（エレベーターへの誘導表示）が浮かび上がるように見え、通行を邪魔せずに目立たせる工夫をしている。

#### のりば
| 番線 | 路線   | 方向 | 行先                              |
| ---- | ------ | ---- | --------------------------------- |
| 1    | 空港線 | 下り | 羽田空港第1・第2ターミナル方面    |
| 2    | 空港線 | 上り | 品川・東銀座・浅草方面 / 横浜方面 |

#### 接近メロディ
開業当初から接近メロディが導入されており、これまでに以下の曲が使用されている。
メロディは全てスイッチの制作で、編曲は塩塚博が手掛けた。
| 使用期間                                        | 使用曲                                                            | 備考 |
| ----------------------------------------------- | ----------------------------------------------------------------- | --- |
| 開業 - 2015年10月20日                           | SMAP 「世界に一つだけの花」                                       | アジア地区で人気が高く、「日本に来た」と感じてもらえる曲として採用。 |
| 2015年10月21日 - 2020年10月20日                 | SEKAI NO OWARI 「Dragon Night」                                   | 開業5周年記念。 SEKAI NO OWARIは、メンバーのFukaseとNakajinが大田区出身で、同区内を拠点に活動してきた。 |
| 2020年10月21日 - 2020年11月20日                 | 「ハッピーバースデートゥーユー」                                  | 開業10周年を迎えるにあたり、「お祝いをするのにふさわしい曲」として採用。 変更前年の9月から放送されている京急のテレビCMシリーズ「KEIKYU for YOU」で同曲の替え歌がCMソングとして使用されていることにもちなんでいる。 |
| 2020年11月21日 - 2021年11月8日 2021年12月27日 - | Foorin 「パプリカ」                                               | 英語版も作られ、「日本だけでなく、世界でも幅広く知られている楽曲」として採用。 |
| 2021年11月8日 - 2021年12月26日                  | 三代目 J SOUL BROTHERS from EXILE TRIBE 「R.Y.U.S.E.I.」（1番線） | 京急・エイベックス・日本空港ビルデングの三社による三代目 J SOUL BROTHERS from EXILE TRIBEのデビュー10周年を記念した企画「BEST BROTHERS CAMPAIGN」の開催に合わせて、同グループの代表曲を採用。                      |
| 2021年11月8日 - 2021年12月26日                  | 三代目 J SOUL BROTHERS from EXILE TRIBE 「RAINBOW」（2番線）      | 京急・エイベックス・日本空港ビルデングの三社による三代目 J SOUL BROTHERS from EXILE TRIBEのデビュー10周年を記念した企画「BEST BROTHERS CAMPAIGN」の開催に合わせて、同グループの代表曲を採用。                      |

#### 駅構内設備
- 上りエレベーター4基（1番線 - 出発ロビー - 連絡階）、エスカレーター
- 下りエレベーター3基（到着ロビー - 連絡階 - 2番線）、エスカレーター
- 太陽光発電設備（駅舎屋根）- エレベーター7基分の電力を供給。大田区との連携事業[27]で補助金を受けた。
- 到着ロビー階「ご案内カウンター」 - コンシェルジュが常駐。
- トイレ - 出発ロビー連絡階中央付近と1番線ホーム側改札外コンコースエレベーター横の2か所に設置されている。

#### セキュリティ
駅全体で計66台の防犯カメラを設置。うちホームに設置された16台は、持ち主不明の荷物が一定時間動かないと駅事務室の大型モニターにて表示・警報が鳴る「放置物探知機能」を備えている。

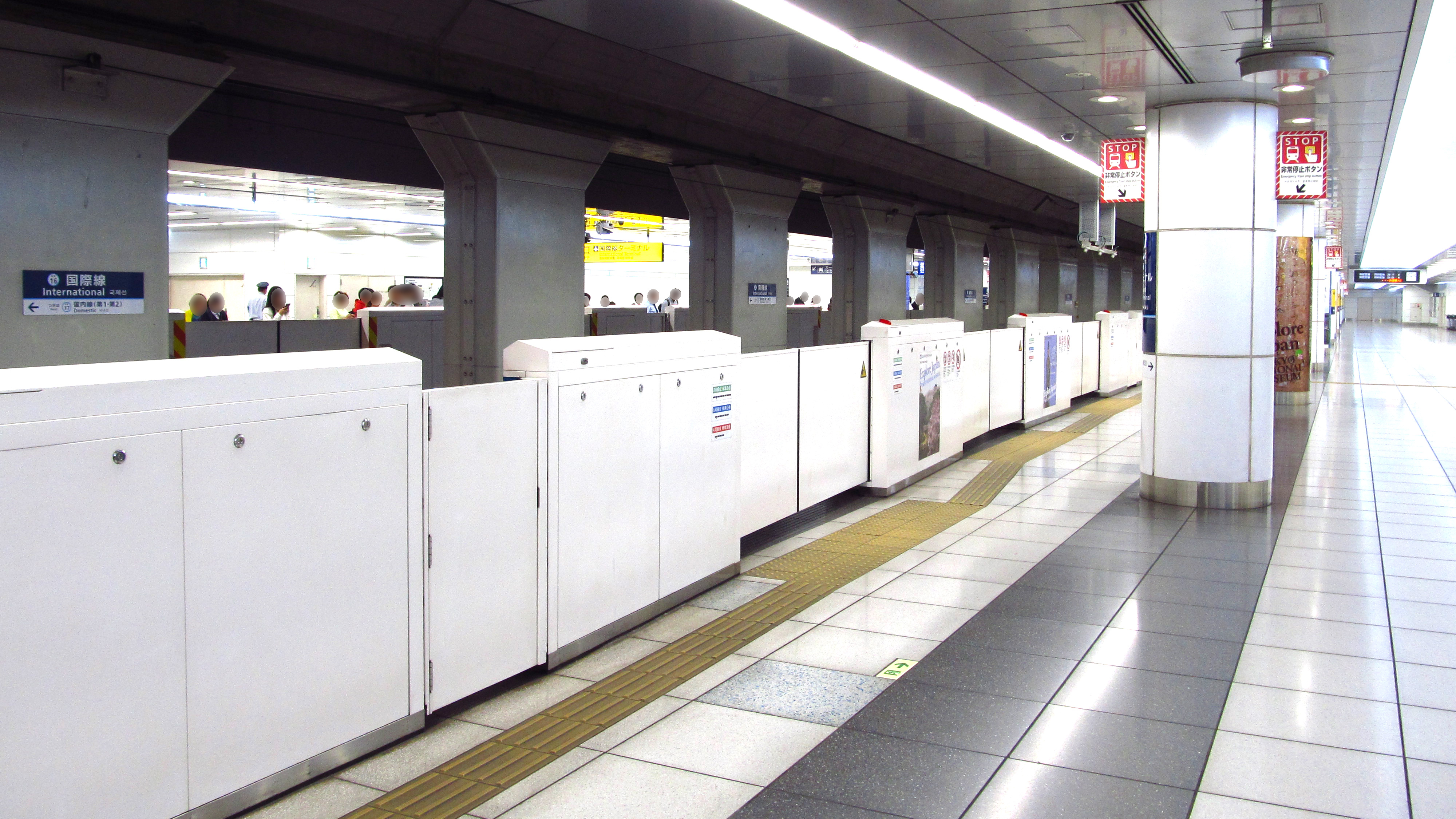
ホーム
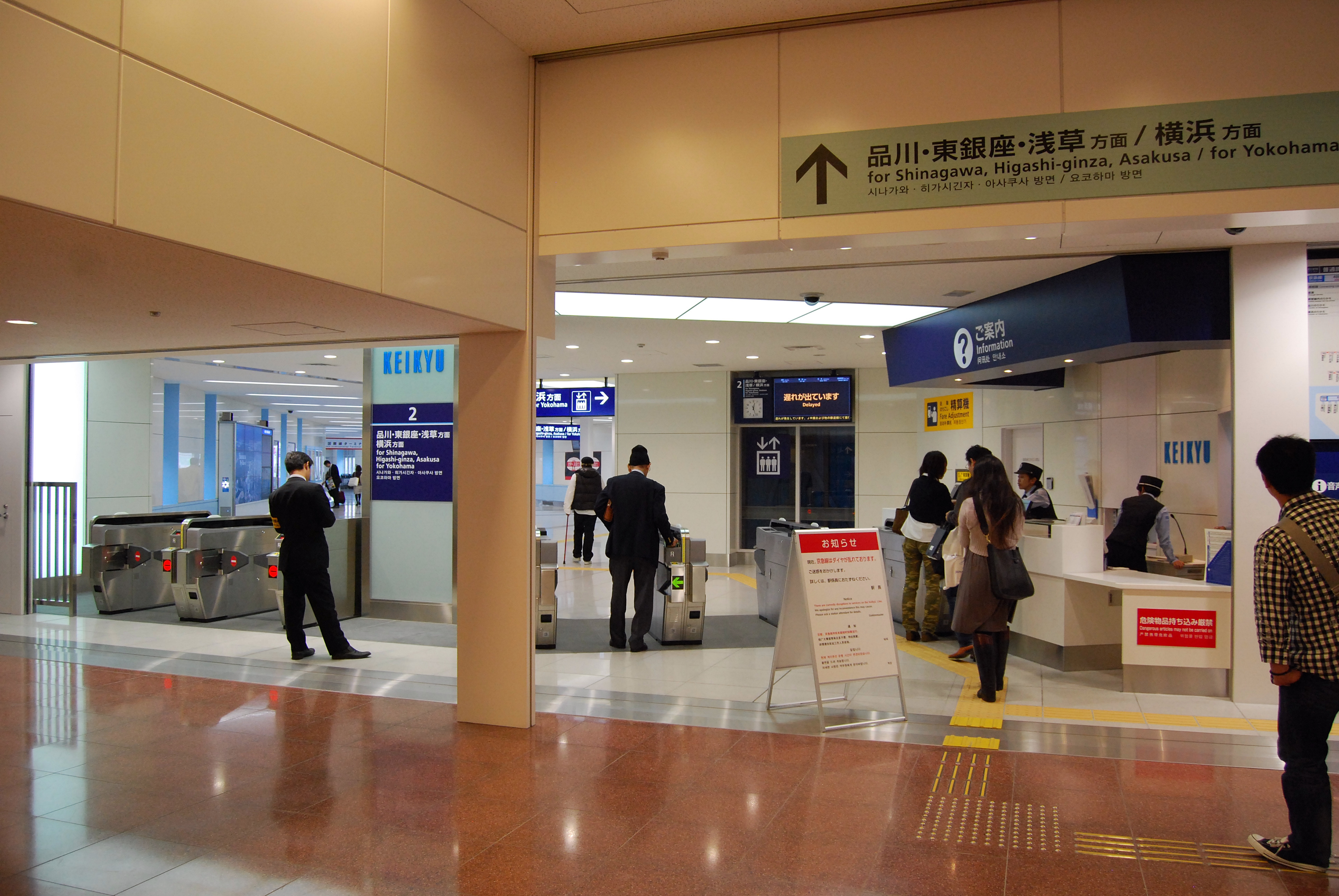
第3ターミナル到着ロビーと同階にある2番線ホームの改札口
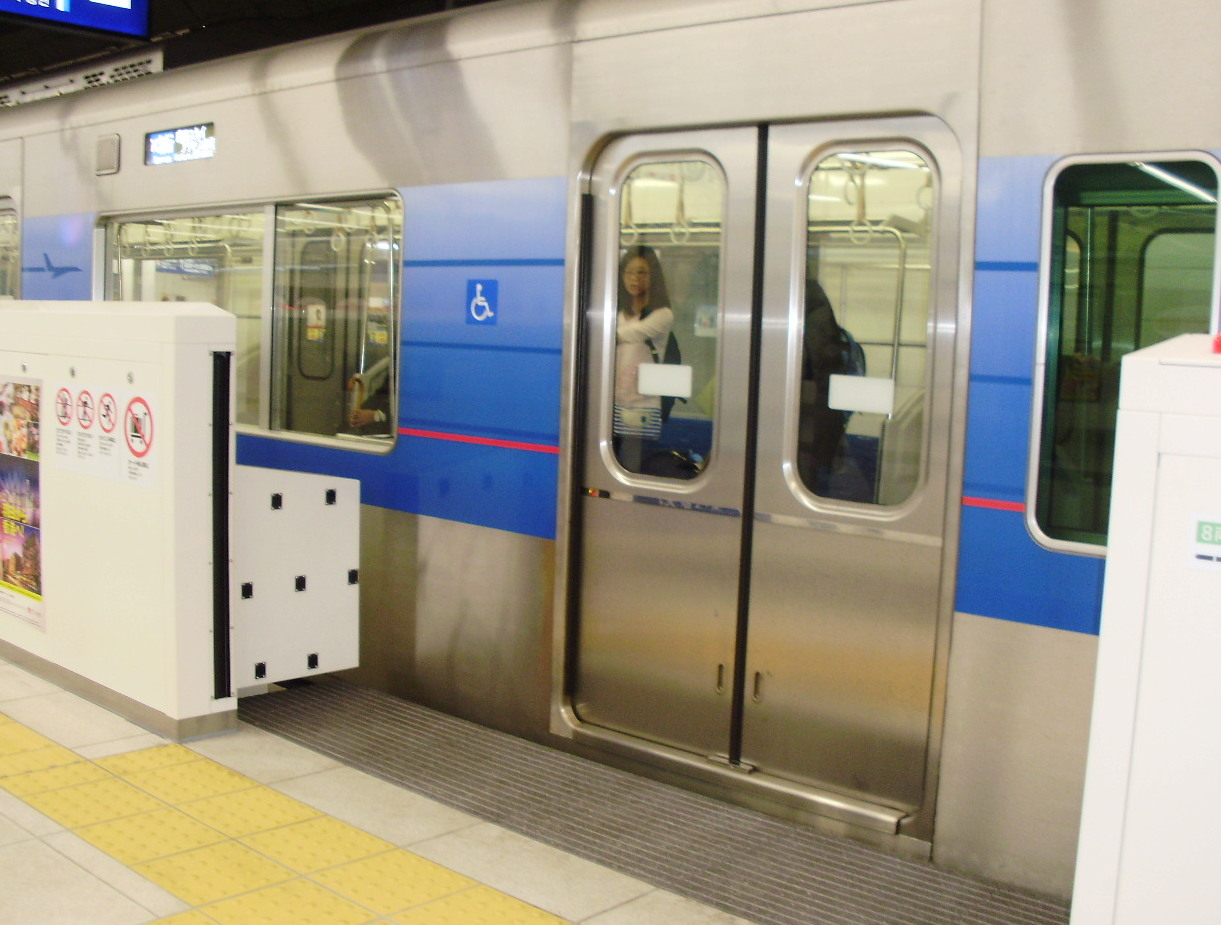
ホームドア開扉時
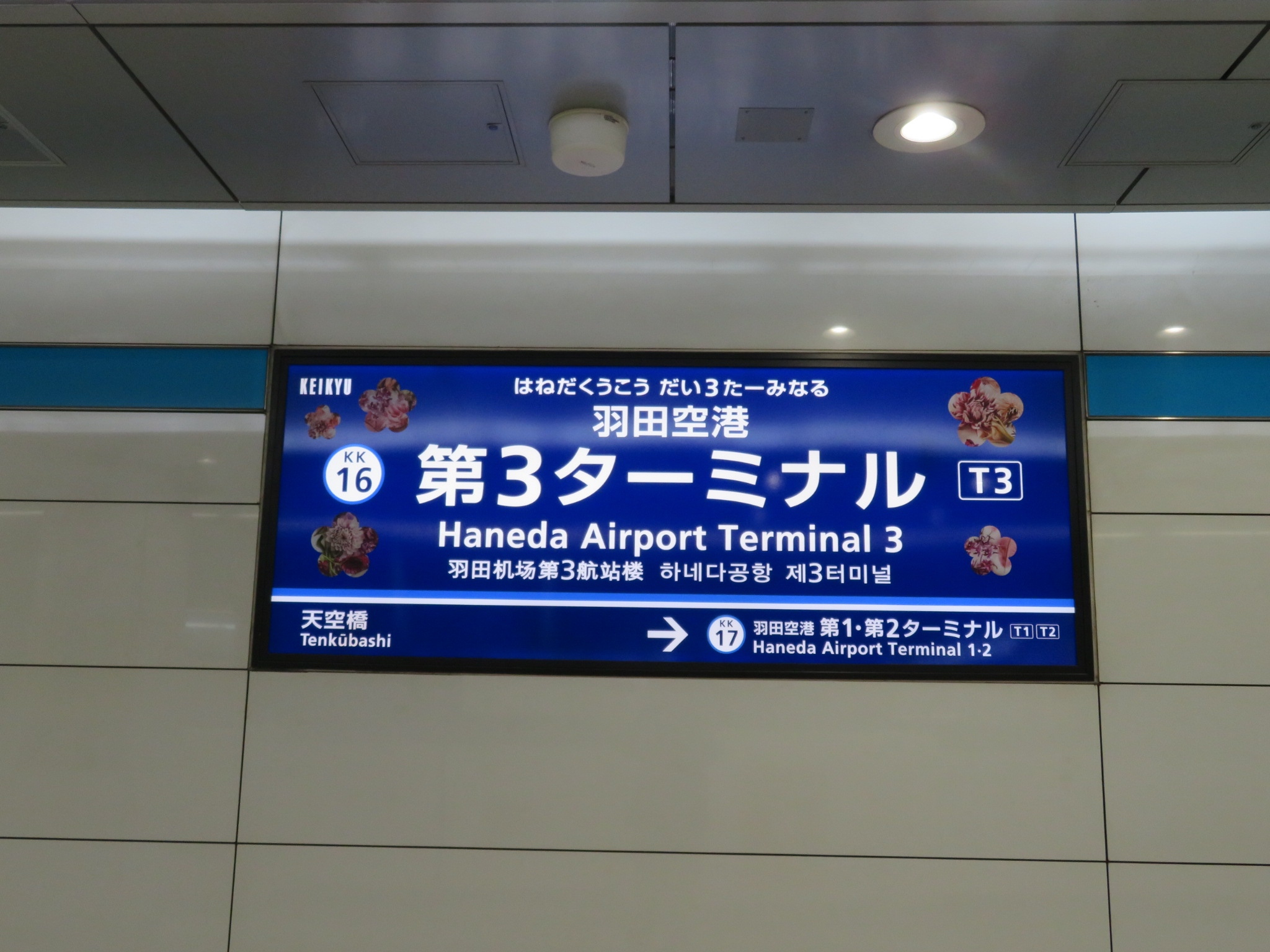
駅名標（2020年3月14日）
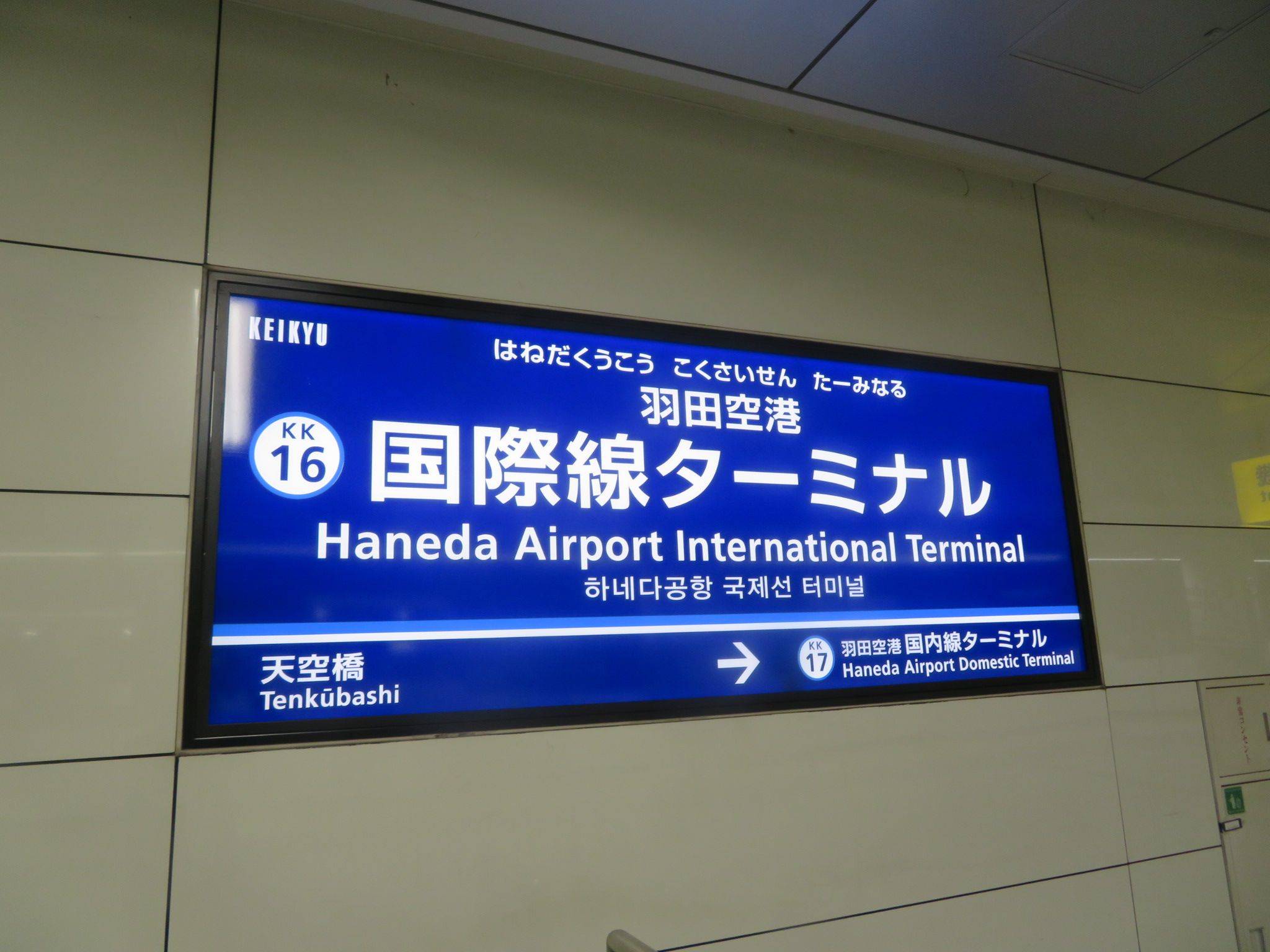
国際線ターミナル駅時代の駅名標（2017年）

### 東京モノレール
相対式ホーム2面2線を有する高架駅である。曲線上に位置するため、1番線ホームにはホームドアと連動する可動ステップが設けられている。改札口は2階コンコースと3階下りホーム前に設置され、ともに第3ターミナルの到着ロビー、出発ロビーに直結する。両ホームは改札内で往来可能である。
当駅の設置にあたり、天空橋 - 新整備場間の高架軌道のうち、東京都道311号環状八号線上の一部（約900メートル）を撤去し、代わりに国際線ターミナルビル（当時）寄りにS字状に湾曲した高架軌道を新設した。これに伴い、2010年4月10日午後から全列車をモノレール浜松町 - 昭和島間の折り返し運転とし、同年4月11日にかけて切り替え工事を行った。
この措置により、中部国際空港駅、仙台空港駅に次いでプラットホームと出発ロビーが同じ階層となり、下りプラットホームのみシームレスな往来が可能になった。
2階改札横には、JR東日本びゅうツーリズム&セールスが運営する「JR東日本 駅たびコンシェルジュ羽田空港」（旧・JR東日本外国人旅行センター）があり、訪日外国人向けの特別企画乗車券「ジャパンレールパス」「JR EAST PASS」の引き換えや旅行相談などを扱っている。
京急と異なり、荷物用カートをホームへ持ち込むことはできない。

#### のりば
| 番線 | 路線                     | 方向 | 行先                      |
| ---- | ------------------------ | ---- | ------------------------- |
| 1    | 東京モノレール羽田空港線 | 下り | 羽田空港第2ターミナル方面 |
| 2    | 東京モノレール羽田空港線 | 上り | モノレール浜松町方面      |

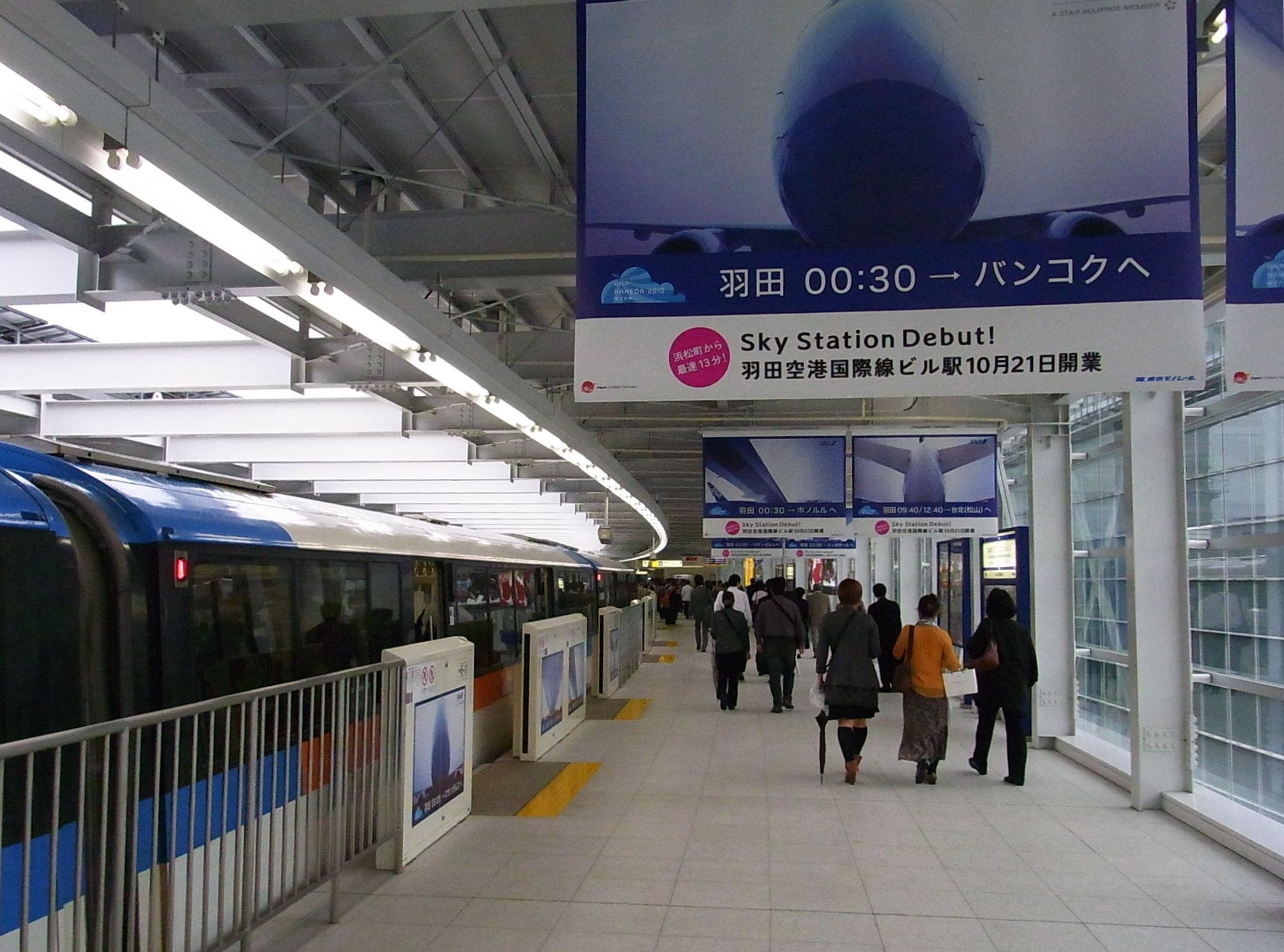
モノレール下り線ホームから国際線ターミナルに向かう（2010年10月）
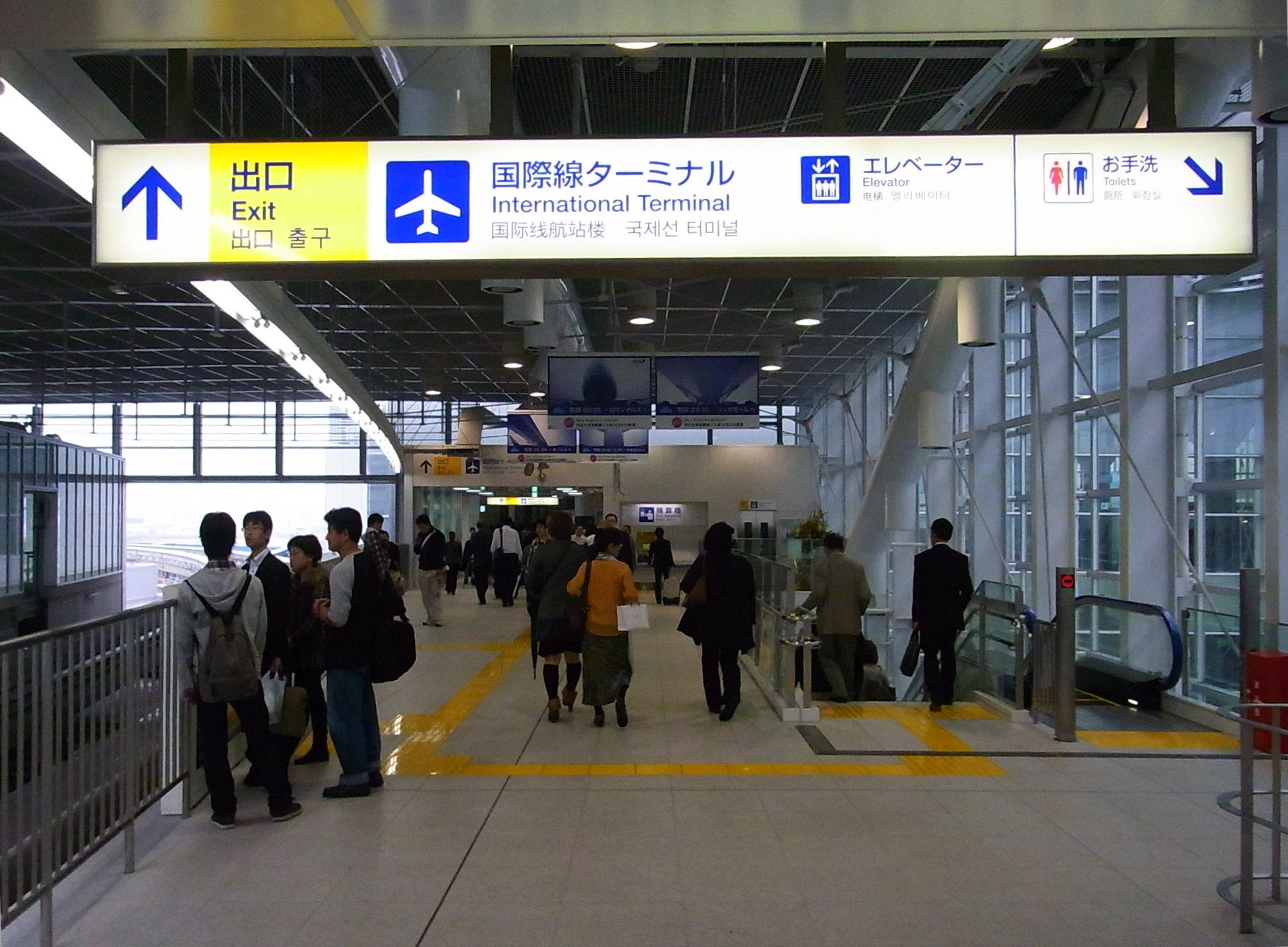
国際線ターミナル改札に向かう（2010年10月21日撮影）
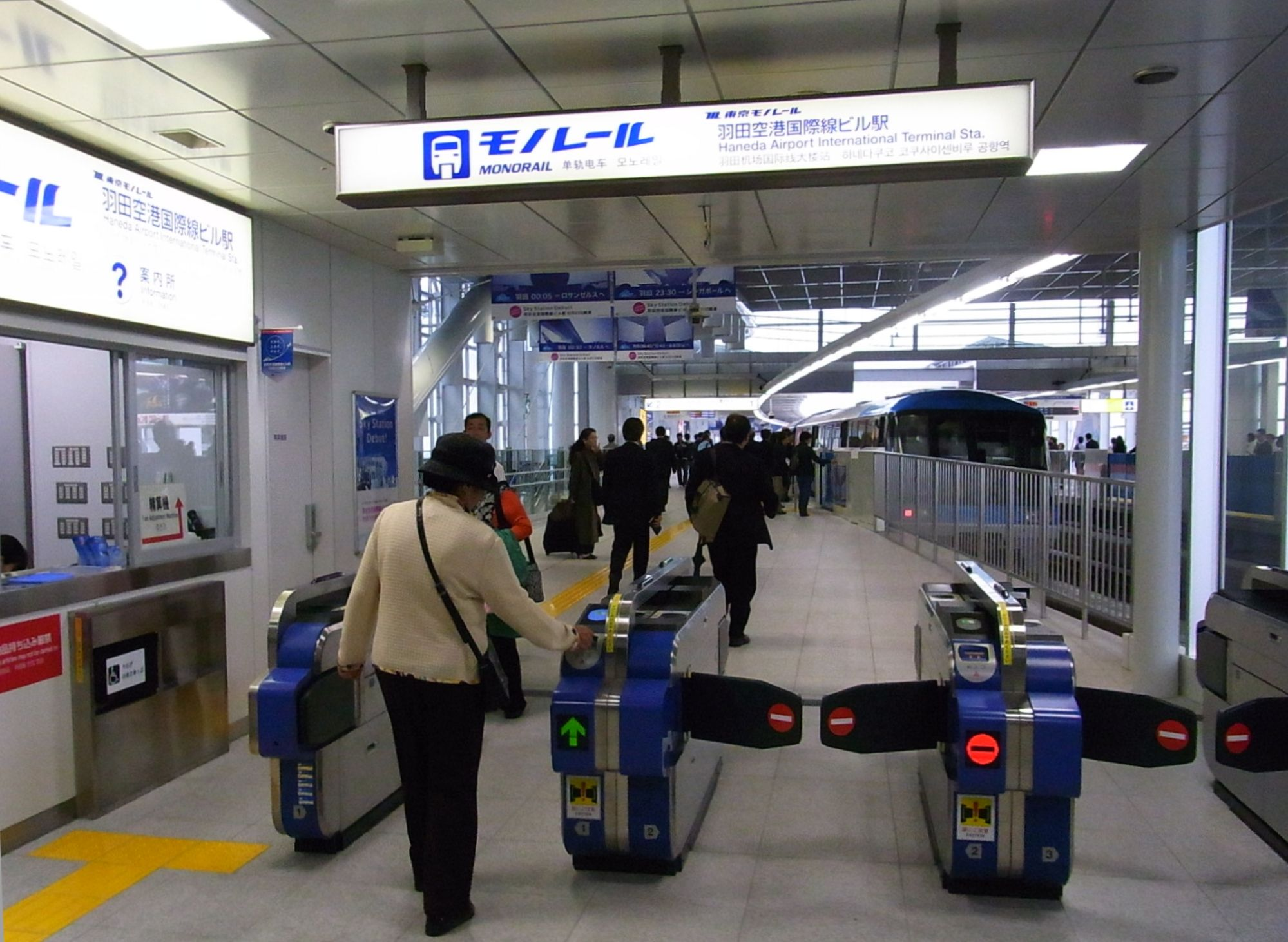
国際線ターミナルからモノレール下り線改札口を見る（2010年10月）
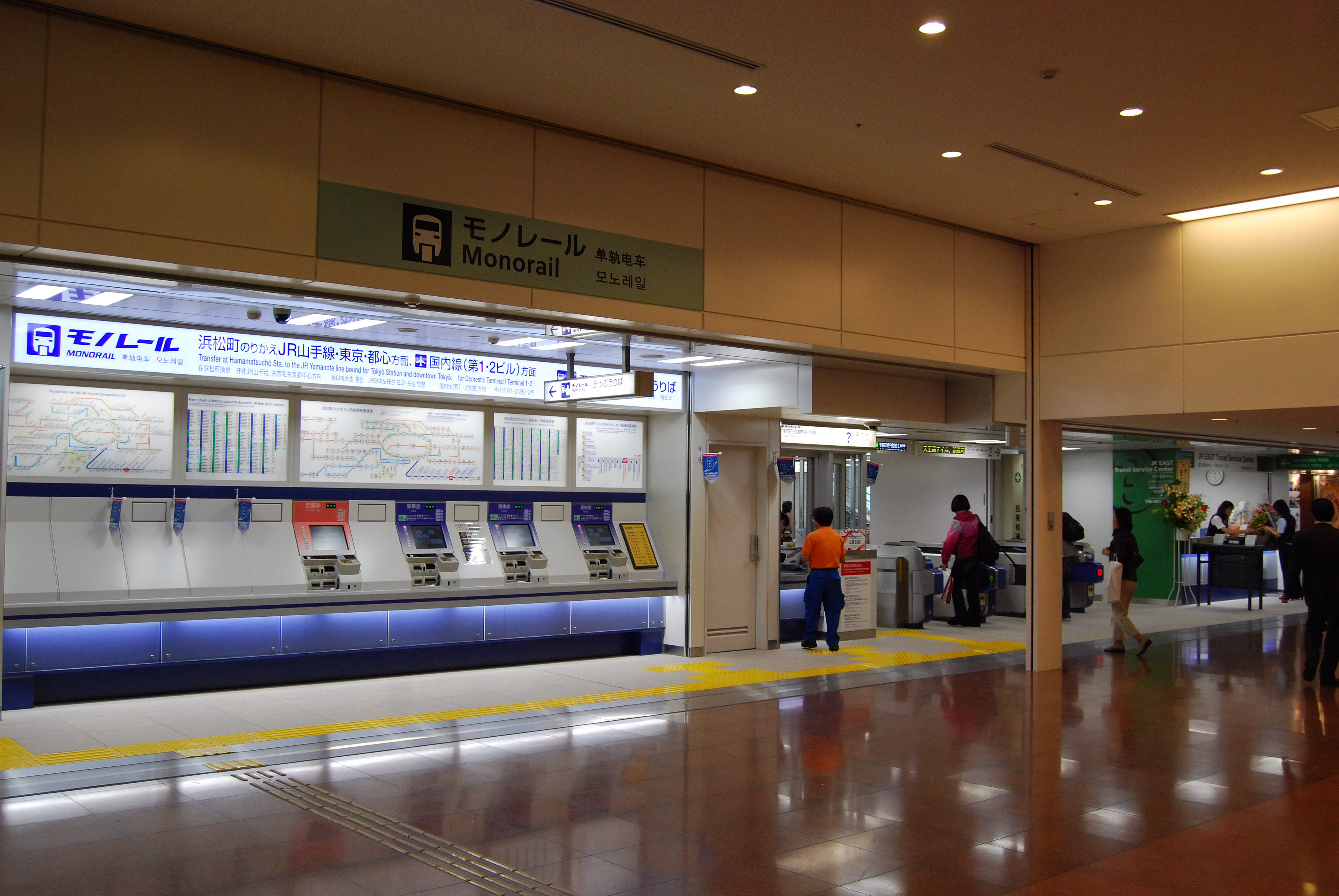
国際線到着ロビーと同階にある改札口。改札内では1番線ホームと2番線ホームに行くことができる。
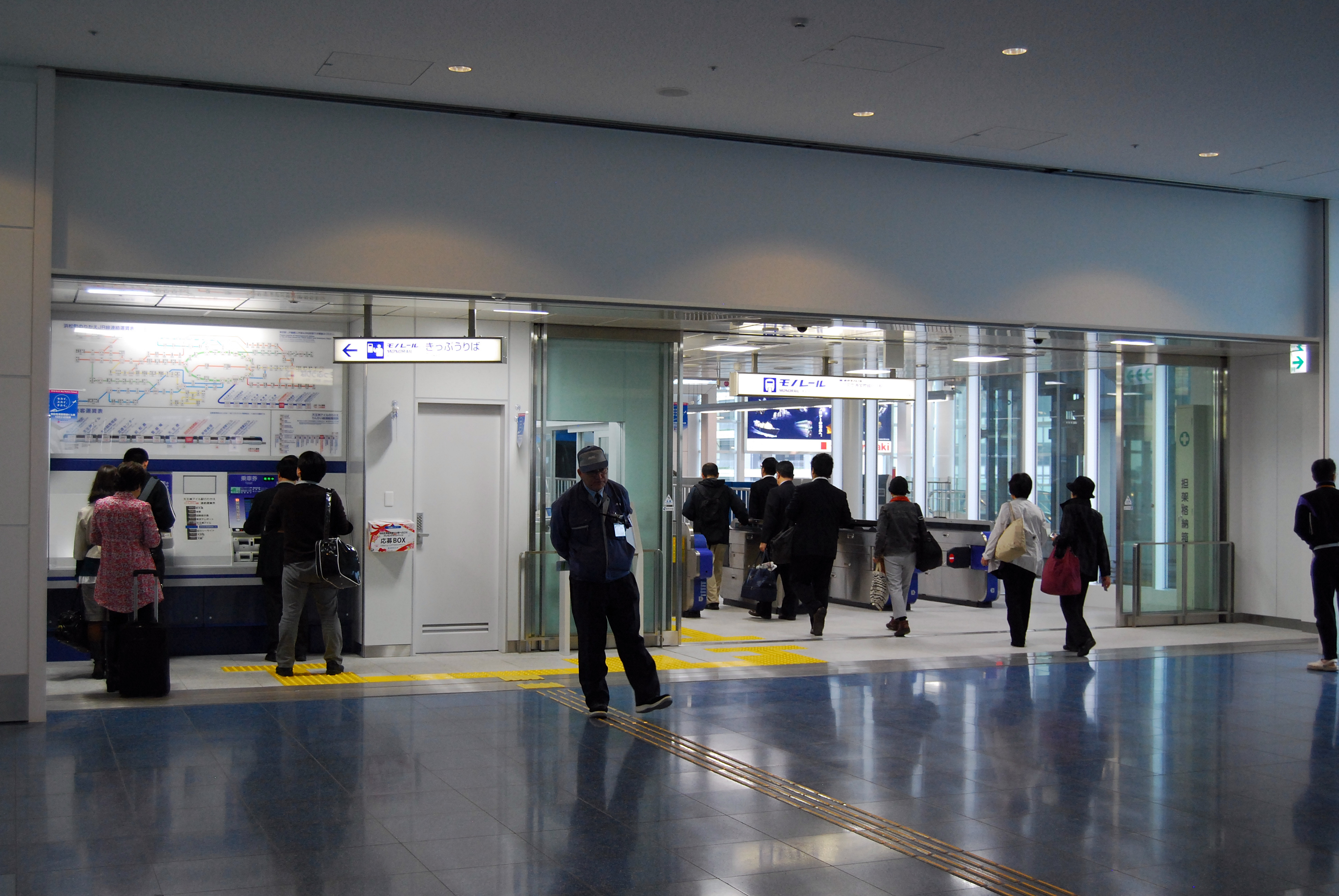
国際線出発ロビーと同階にある1番線改札口
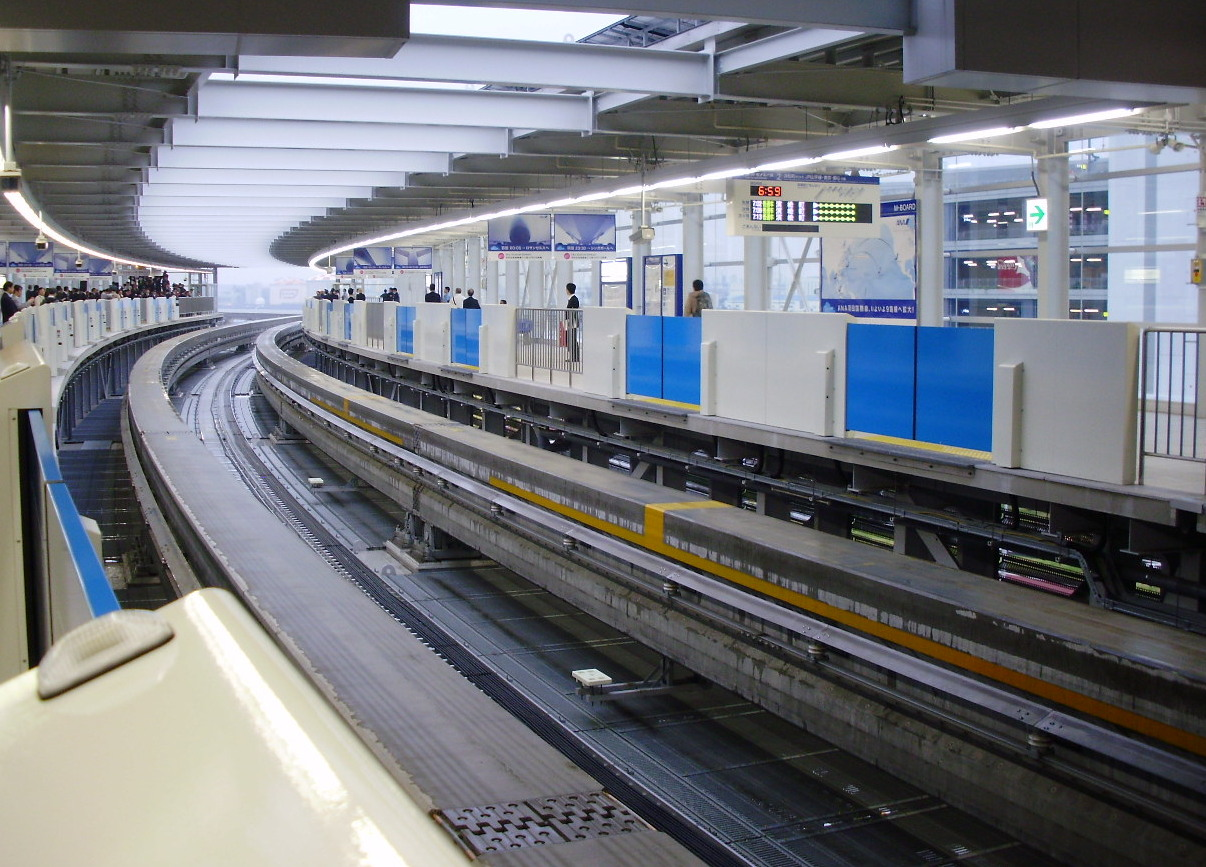
1番線ホーム
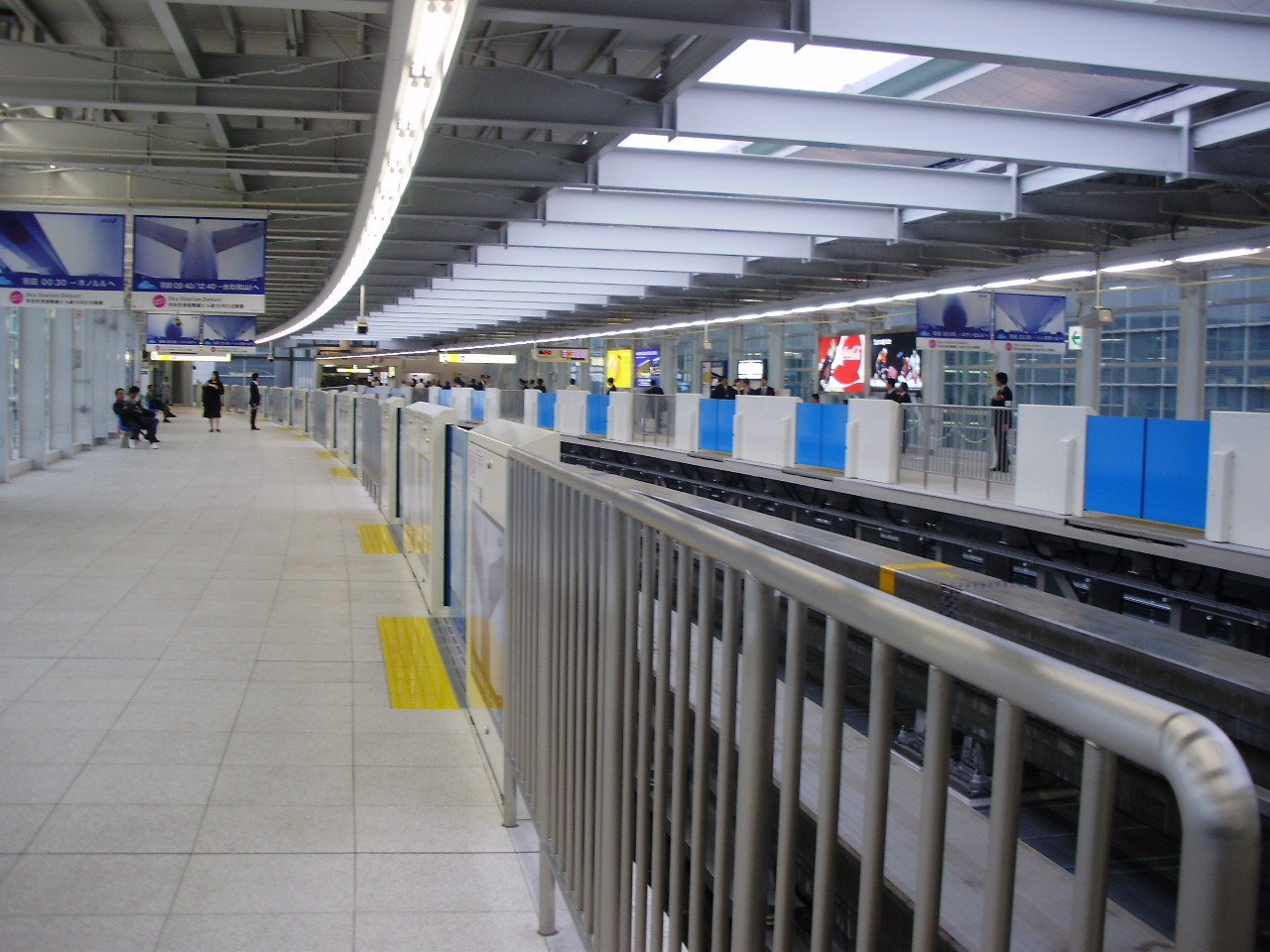
2番線ホーム
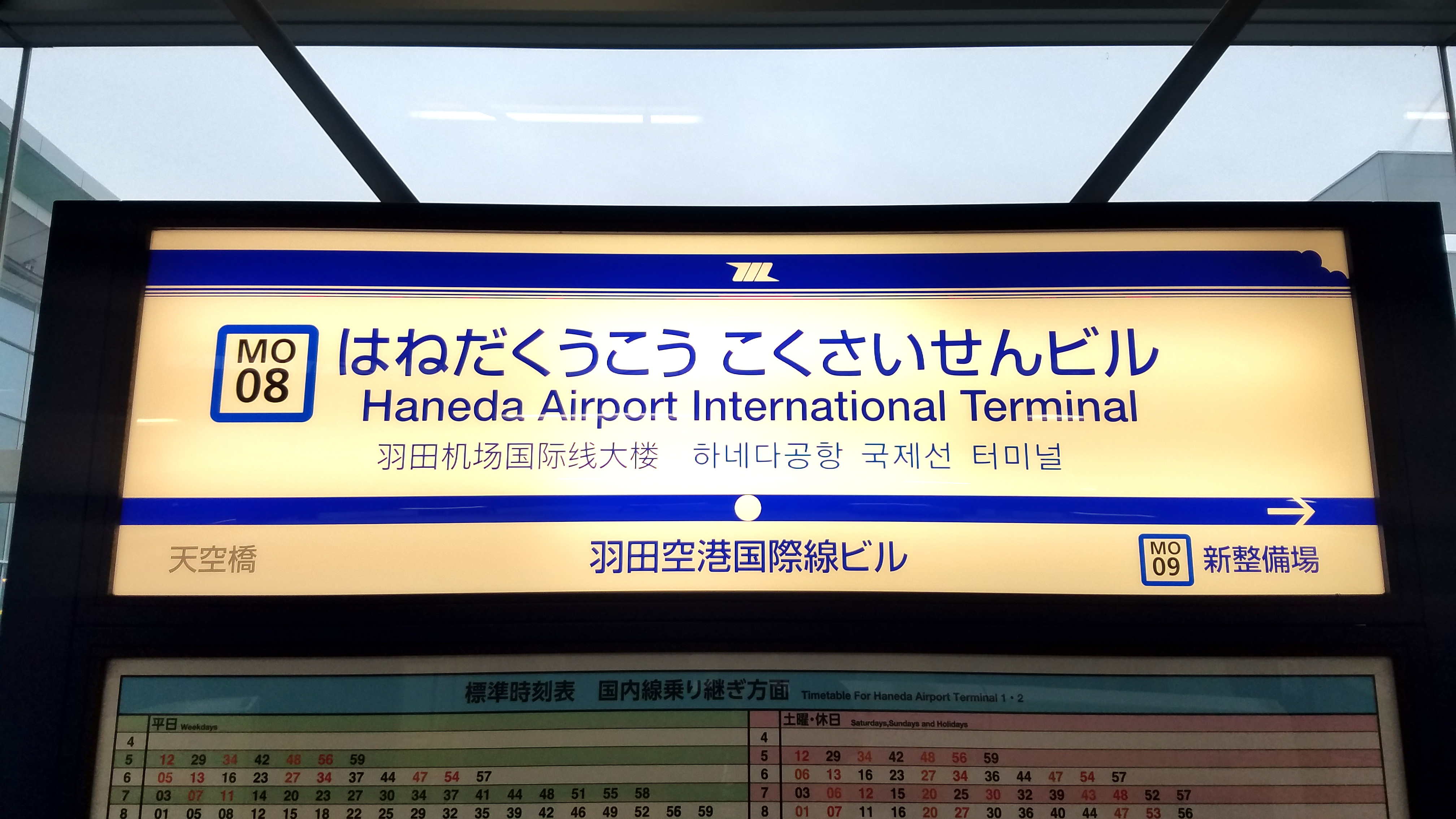
国際線ビル駅時代の駅名標

## 利用状況
- 京浜急行電鉄 - 2024年度の1日平均乗降人員は36,613人である[京急 1]。
京急線の駅の中では全72駅中13位。
- 東京モノレール - 2024年度の1日平均乗降人員は10,707人である[東モノ 1]。
  - いずれも2020年度は新型コロナウイルス感染症（COVID-19）の世界的流行による出入国制限の影響から大幅に下落したが、2023年度は2019年度並みの水準に回復している。

### 年度別1日平均乗降人員
開業後の1日平均乗降人員の推移は以下の通り。
| 年度               | 京浜急行電鉄     | 京浜急行電鉄 | 東京モノレール   | 東京モノレール |
| 年度               | 1日平均 乗降人員 | 増加率       | 1日平均 乗降人員 | 増加率         |
| ------------------ | ---------------- | ------------ | ---------------- | -------------- |
| 2010年（平成22年） | 16,843           |              | 10,499           |                |
| 2011年（平成23年） | 12,502           | −25.8%       | 6,467            | −38.4%         |
| 2012年（平成24年） | 12,202           | −2.4%        | 6,130            | −5.2%          |
| 2013年（平成25年） | 14,283           | 17.1%        | 6,197            | 1.1%           |
| 2014年（平成26年） | 18,504           | 29.6%        | 7,629            | 23.1%          |
| 2015年（平成27年） | 20,468           | 10.6%        | 8,230            | 7.9%           |
| 2016年（平成28年） | 23,737           | 16.0%        | 9,258            | 12.5%          |
| 2017年（平成29年） | 26,036           | 9.7%         | 10,021           | 8.2%           |
| 2018年（平成30年） | 28,415           | 9.1%         | 10,682           | 6.6%           |
| 2019年（令和元年） | 29,698           | 4.5%         | 10,074           | −5.7%          |
| 2020年（令和02年） | 7,235            | −75.6%       | 1,564            | −84.5%         |
| 2021年（令和03年） | 8,431            | 16.5%        | 1,728            | 10.5%          |
| 2022年（令和04年） | 16,428           | 94.9%        | 4,613            | 167.0%         |
| 2023年（令和05年） | 32,528           | 98.0%        | 9,756            | 111.5%         |
| 2024年（令和06年） | 36,613           |              | 10,707           | 9.7%           |

### 年度別1日平均乗車人員
開業後の1日平均乗車人員の推移は以下の通り。
| 年度               | 京浜急行電鉄 | 東京 モノレール | 出典              |
| ------------------ | ------------ | --------------- | ----------------- |
| 2010年（平成22年） | 8,401        | 5,340           | [ 東京都統計 1 ]  |
| 2011年（平成23年） | 6,038        | 3,169           | [ 東京都統計 2 ]  |
| 2012年（平成24年） | 5,932        | 2,959           | [ 東京都統計 3 ]  |
| 2013年（平成25年） | 6,926        | 2,978           | [ 東京都統計 4 ]  |
| 2014年（平成26年） | 9,079        | 3,800           | [ 東京都統計 5 ]  |
| 2015年（平成27年） | 10,109       | 4,158           | [ 東京都統計 6 ]  |
| 2016年（平成28年） | 11,663       | 4,677           | [ 東京都統計 7 ]  |
| 2017年（平成29年） | 12,784       | 5,058           | [ 東京都統計 8 ]  |
| 2018年（平成30年） | 13,967       | 5,553           | [ 東京都統計 9 ]  |
| 2019年（令和元年） | 14,500       | 5,082           | [ 東京都統計 10 ] |

備考
1. 1 2 3 4  2010年10月21日開業。開業日から翌年3月31日までの計162日間を集計したデータ。

## 駅周辺
- 東京国際空港（羽田空港）
  - 第3旅客ターミナルビル
  - 第5駐車場（P5）
  - 国際線貨物ターミナル

史跡・自然
- ソラムナード羽田緑地

ランドマーク
- 羽田エアポートガーデン

交通
- 東京都道311号環状八号線（環八通り）
- 多摩川スカイブリッジ - キングスカイフロント方面
- 羽田空港船着場

## バス路線
京浜急行バス（共同運行会社を含む）と東京空港交通（共同運行会社を含む）が第3ターミナルに乗り入れている。このほか、近接する羽田エアポートガーデンバスターミナルからも高速バスが発着する。

## 運賃に関する特記事項
京急線の当駅 - 羽田空港第1・第2ターミナル駅間、東京モノレールの当駅 - 羽田空港第1ターミナル駅/羽田空港第2ターミナル駅間の運賃は通常有料だが、羽田空港において国際線・国内線、または国際線同士（第2ターミナル・第3ターミナル間）を乗り継ぐ乗客に限り、その間の運賃が無料となる。乗車する際には、ターミナルの案内カウンターにおいてパスポートと乗り継ぎ便の航空券を提示し、「乗り継ぎ乗車票」を発行して貰い、それを駅の改札口にて提示する必要がある。

## 隣の駅
京浜急行電鉄
 空港線
■エアポート快特
品川駅 (KK01) - 羽田空港第3ターミナル駅 (KK16) - 羽田空港第1・第2ターミナル駅 (KK17)
■快特
京急蒲田駅 (KK11) - 羽田空港第3ターミナル駅 (KK16) - 羽田空港第1・第2ターミナル駅 (KK17)
■特急・■急行・■普通
天空橋駅 (KK15) - 羽田空港第3ターミナル駅 (KK16) - 羽田空港第1・第2ターミナル駅 (KK17)
東京モノレール
 東京モノレール羽田空港線
■空港快速
モノレール浜松町駅 (MO 01) - 羽田空港第3ターミナル駅 (MO 08) - 羽田空港第1ターミナル駅 (MO 10)
■区間快速
流通センター駅 (MO 04) - 羽田空港第3ターミナル駅 (MO 08) - 羽田空港第1ターミナル駅 (MO 10)
■普通
天空橋駅 (MO 07) - 羽田空港第3ターミナル駅 (MO 08) - 新整備場駅 (MO 09)

### 記事本文